# Germán Leguía
Germán Carlos Leguía Dragó (Lima, 2 de gener de 1954) és un exfutbolista peruà de la dècada de 1980.
Va formar part de l'equip peruà a la Copa del Món de 1978 i 1982.
Pel que fa a clubs, defensà els colors de Universitario, Elx CF, 1. FC Köln, Beveren, Farense.